# 房喻
房喻（1956年9月30日—），男，陕西西安人，中国化学家，中国科学院院士。

## 生平
1982年于陕西师范大学化学系取得理学学士学位。1987年于华中师范大学取得理学硕士学位。1994年至1998年期间，在英国兰卡斯特大学大分子中心，师从Ian Soutar，进行高分子胶体与界面和光物理应用研究。于1998年获化学专业博士学位。
2004年5月至2014年5月任陕西师范大学校长。

## 学术贡献
- 超灵敏隐藏爆炸物探测仪系列
- SRED型超灵敏隐藏爆炸物气相探测仪系列

## 奖项和荣誉
- 国务院政府特殊津贴专家（1993）
- 全国优秀教师（2001）
- 全国劳动模范（2004）
- 国家教学名师奖（2008）[5]